# Hardoi
Hardoi (hindi:हरदोई) és una ciutat i municipalitat de l'Índia, estat d'Uttar Pradesh, capital del districte d'Hardoi a 27° 25′ N, 80° 07′ E / 27.42°N,80.12°E. Al cens del 2001 figura amb una població de 112.474 habitants. El 1872 tenia 7156 habitants; el 1881 en tenia 10.026 i el 1901 eren 12.174 habitants.

## Història
La tradició popular deriva el nom Hardoi de l'antic nom Haridrohi, que en hindi vol dir antideu per un mític rei de nom Hirnakashyap, que no creia en els déus i ell mateix es va declarar divinitat però fou mort pels déus. No obstant és més probable que derivi de "Haridwaya" que vol dir "dos deus" perquè en aquest lloc es van encarnar dues divinitats.
Tradicionalment es considerava a la regió ocupada per bhars abans de l'any 1000. Els musulmans van entrar a la regió el 1028 amb Sayyid Sallar Masud però van acabar rebutjats vers el 1030. L'ocupació permanent es va produir el 1217. La ciutat hauria estat fundada abans del 1200 per un grup de chamars gaurs procedents de Narkanjari, prop d'Indore, que van expulsar els habitants locals thatheres i van destruir les seves fortaleses alguns restes de les quals encara es conserven, però gran part del material es va utilitzar en la construcció de la nova població. Al començar el segle xv se'n va apoderar Ibrahim Sharki de Jaunpur que va cedir la regió a un dels seus fidels, Sayyid Jalal al-Din, els descendents del qual encara viuen a la ciutat.
Per la seva posició central, el 1858 fou declarada capital del districte (abans districte de Mallanwan o Mallawan). El 1873 fou constituïda la municipalitat. El 22 de setembre de 2002 hi va haver un atemptat amb bomba que va matar 15 persones.

## Nota
1. ↑  «15 killed in Uttar Pradesh blast». Arxivat de l'original el 2007-09-30. [Consulta: 19 setembre 2009].